# 오만
오만 술탄국(아랍어: سلطنة عُمان, 영어: Sultanate of Oman)은 서남아시아의 아라비아 반도 동쪽 끝에 있는 나라이다. 국토의 80%가 바위산과 고운 모래 빛의 아름다운 사막으로 이루어져 있으며 수도는 무스카트이다. 인접국으로는 북쪽으로 아랍에미리트, 북서쪽으로 사우디아라비아, 서쪽으로 예멘과  인접하고 있다.  아름다운 경관과 마음이 따뜻하고 아름다운 사람들로 신의 축복을 받은 나라라는 말이 많다.
또 큰 영토에 비해 사람들이 적기 때문에 땅을 넓게 활용할 수 있다는 큰 장점이 있다. 주권국 일람표에 의하면, 오만(Oman)은 전세계에서 유일하게 알파벳 O로 시작하는 이름을 가진 국가이며, 국명은 영어로 giver of life, friend, protector를 의미하는 무슬림 이름에서 유래하였다.

## 역사
언제부터 사람이 오만에 살았는지는 분명하지는 않으나, 기원전 4,000년 전에 고고학적으로 이미 상당히 복잡한 사회 구조를 보이는 무덤이 있었던 것이 발견되고 있으며, 또한 곡식, 과일 등의 각종 농작물이 경작되었음 알 수 있다. 기원전 3,000년 전에는 청동기 시대가 시작된 듯하다.
신밧드가 태어난 곳으로 알려진 오만은 한때 수메르식 이름인 마간으로 알려졌었다. 오만은 기원전 563년에 페르시아 제국의 사트랍(페르시아에서 지역을 통치하던 사람 또는 그 사람이 다스리던 지역을 의미하는 전통적인 단어)의 하나로 편입되었다. 기원전 3, 4세기에 페르시아인들이 세운 제국은 7세기까지 지속된다. 한편 1세기가 시작할 무렵 아랍인들이 오만에 정착하기 시작하였다. 632년에 페르시아 제국은 오만에서 힘을 잃어버리고 아랍인의 나라가 세워졌다.
751년에 이바디 무슬림들이 이맘 왕국을 오만에 세웠다. 이맘 왕국은 이맘에 의해 통치되는 나라이다. 이바디 무슬림들은 카리지트의 일파로 알려져 있다. 카리지트는 초기 무슬림의 한 분파로 4대 칼리프인 알리의 지지자들 중의 일부였다. 칼리프는 이맘과 비슷하다. 이바디 이맘국은 20세기 초까지 존재하였다.
오만은 오랫동안 무역의 중심지였다. 17세기에 포르투갈 제국에 점령당한 적이 있었으나 1741년에 독립하였다. 두 차례의 세계 대전 시기에는 중립을 지켰다. 도파르 반란(Dhofar Rebellion, 1962~1975)이 있었지만 이란군의 개입으로 진압되었다. 1970년 카부스 빈 사이드 알 사이드 국왕이 집권한 이후 오만은 석유, 가스, 관광 자원 등의 개발을 통해 발전하고 있다.

## 지리와 기후

### 지리
아라비아 반도 동남단에 위치하며, 북위 16~26 , 동경 51~59 에 남서쪽으로 북동쪽으로 약 940km, 북서쪽에서 남동쪽으로 약 350km 걸쳐 있다. 오만 영토는 남서쪽으로 예멘, 서쪽으로 사우디아라비아, 북서쪽으로 아랍에미리트, 북쪽으로 오만만, 남쪽과 동쪽으로 아라비아해와 각각 이웃한다. 오만과 페르시아만 사이의 무산담반도 북단에 자리잡은 루스알 지방은 본토와 떨어져 아랍에미리트와 맞닿아 있지만 오만 영토에 포함된다.
지세는 북부 바티나 지방, 남부 도파르주, 무산담반도, 마시라섬을 비롯한 섬들, 그리고 국토의 80% 이상을 차지하는 사막·토막(土漠)으로 나뉜다. 오만에서 가장 높은 지형은 오만 만 해안과 나란히 뻗은 알하자르 산맥이다. 다른 지역에 비해 두드러지게 높이 솦아 있으며 알아크다르 산맥 부근에서 해발 3,000m가 넘는 이 산맥은 북서쪽에 있는 너비 32km의 알바티나 적평야와 넓게 펼쳐진 자갈 사막 사이에 솟아 있다. 자갈 사막은 오만 영토의 3/4을 차지하면서 남서쪽으로 약 600km를 뻗어 남서쪽 모서리의 도팔 주에 있는 산맥까지 펼쳐져 있다.
일부를 차지하는 모래 사막은 다른 GCC 국가와는 달리 산맥이 국토의 가운데를 가로지르는 형태를 가지고 있다. 주로 산에서 발원한 강(와디)이 해안 지방으로 흐르며, 주요 도시들은 북쪽 바닷가에 위치하고 있다.
담수의 공급원이 되는 저수지나 강은 없으며 특유의 자연 식생도 거의 없어 아카시아 정도가 식생의 전부를 차지한다.

### 기후
국토의 대부분은 불모의 사막으로 혹서와 건조함이 일년 내내 계속되는 소위 사막형 기후를 보이지만 해안 지방은 산에 둘러싸인 지리적 조건과 몬순의 영향을 받아 기후가 다르다. 연평균 강우량은 약 100mm. 무스카트 부근 해안 지방의 여름 기온은 대개 36도에 이르며 겨울에는 17도 정도이다.
겨울에는 아침 기온이 10도 정도까지 떨어진다. 여름의 한 낮에는 50도까지 오르는 것을 경험하나, 습도가 낮아서 그늘에서는 느끼는 체감 온도는 한국에서의 여름의 35도 정도이다.

## 주민
원주민에 한하여 100% 아랍인이며, 전체 인구 중에서 약 30%는 인도 및 파키스탄 등에서 일을 하러 온 이주민으로 구성되어 있다.
오만인은 고대부터 해안 지대에 살며 농경, 어업에 종사하고 또한 대형 선박을 타고 인도양을 무대로 활약했던 해양 민족형 아랍인, 사막의 베두인족, 옛 오만령(현재의 탄자니아령) 잔지바르에서 이주해온 아프리카계 흑인, 옛 오만령(현재의 파키스탄령) 발루치스탄에서 이주해온 발루치인으로 나뉜다.

## 인구
| 연도 | 인구      | ±%     |
| ---- | --------- | ------ |
| 1950 | 456,000   | —      |
| 1960 | 552,000   | +21.1% |
| 1970 | 724,000   | +31.2% |
| 1980 | 1,154,000 | +59.4% |
| 1990 | 1,812,000 | +57.0% |
| 2000 | 2,268,000 | +25.2% |
| 2010 | 3,041,000 | +34.1% |
| 2019 | 4,975,000 | +63.6% |
| 유엔 |           |        |

### 언어
아랍어가 공용어이며 필요에 따라 영어도 사용된다.

### 종교
오만 이슬람의 약 75%가 이바디 무슬림이다. 이바디파는 4대 칼리파인 알리가 무와이야와 협상을 맺는 것에 반대해 알리를 떠난 카와리지파의 분파 가운데 하나이다. 카와리지파가 극단적이고 과격한데 비해 이바디파는 온건하면서 수니파와 절충된 형태로 발전했다. 이바디파는 다수에 둘러싸인 소수집단이라는 상황 때문에 생존을 위하여 외면적으로는 온건하면서 현실에 적응하는 모습을 갖게 되었다. 그러나 내부적으로는 이슬람법의 테두리를 엄격하게 고수한다. 이바디외에 수니파와 시아파 무슬림들이 존재한다. 비교적 타종교에 대해 관용적이지만, 자국인의 개종은 불법이다.

## 문화
이슬람 문화가 주요 문화이다. 사우디아라비아와 우호적이며 정치 체제도 비슷하다.

## 외교
남북한 동시 수교국이며 1974년 대한민국과 외교관계를, 1992년 조선민주주의인민공화국과 외교관계를 수립하였다. 대한민국은 1976년에 오만 현지에 공관을 두었으며 항공, 문화 협정을 체결하였다. 현재 대한민국과 오만을 오가는 항공편은 없으며 인천에서 오만으로 가려면 아부다비, 두바이, 리야드, 제다, 도하 등지에서 환승해야 한다.

## 참고 문헌
- 문준조, 〈중동 주요 국가의 외국인 투자관련법〉, 부산외국어대학교 비교법연구소, 《비교법학》 (2007년 제18호) 72~75쪽. : 오만의 외국인 투자 관련 법제 소개.